# Adina Salaoru
Adina Salaoru (n. 5 august 1989, Miercurea Ciuc, România) este o jucătoare de volei din România care evoluează pentru clubul CSM Volei Alba Blaj. Salaoru este căpitanul echipei naționale de volei a României. 
Voleibalista Adina Salaoru a participat la Jocurile Europene din 2015 și la Campionatul European de Volei Feminin din 2015.
Adina Salaoru a fost declarată Cetățean de onoare al orașului Blaj în aprilie 2017.

## Palmares
- Divizia A1
  - Câștigătoare: 2015, 2016, 2017
  - Finalistă: 2018

- Cupa României
  -  Câștigătoare: 2017
  - Finalistă: 2018

- Supercupa României
  - Finalistă: 2016

- Liga Campionilor CEV
  - Finalistă (1): 2018

## Premii individuale
- Voleibalista română a anului: 2016[6][7]
- Cetățean de onoare al orașului Blaj: 2017[8]